# Mal Donaghy
Pour les articles homonymes, voir Donaghy.
Malachy Martin Donaghy, dit Mal Donaghy (né le 13 septembre 1957 à Belfast), est un footballeur nord-irlandais, actuellement entraîneur de la sélection nord-irlandaise des moins de 19 ans.
Avec 91 sélections il est le deuxième joueur nord-irlandais le plus capé derrière le légendaire gardien de but Pat Jennings (119). 
Il a joué au poste de défenseur latéral les coupes du monde 1982 et 1986. Lors du Mundial 82, il est injustement expulsé lors du match contre l'Espagne, ce qui n'empêche pas ses partenaires de s'imposer 1-0. Seule l'équipe de France arrêtera l'Irlande du Nord (4-1) lors du second tour.
Côté clubs, Donaghy a porté les couleurs de Luton, Manchester United et Chelsea.